# Братолюбовка (Новоукраинский район)
Братолюбовка (укр. Братолюбівка) — село в Добровеличковской поселковой общине Новоукраинского района Кировоградской области Украины.
До 2020 года входило в Добровеличковский район
Население по переписи 2001 года составляло 241 человек. Почтовый индекс — 27026. Телефонный код — 5253. Занимает площадь 0,87 км². Код КОАТУУ — 3521780801.